# Per-Erik Åbom
Per-Erik Åbom, född 12 januari 1945, är en svensk läkare, präst och författare.

## Biografi
Åbom växte upp Norrköping med en far som var präst, med söndagsskola och söndagsgudstjänst som självklara inslag i vardagen. Han valde dock att i första hand läsa medicin vid Karolinska Institutet, och började efter examen AT-tjänstgöring i Jönköping 1973. Han fortsatte sedan vid samma sjukhus och blev så småningom infektionsspecialist. År 1985 påbörjade han universitetsstudier i teologi, beviljades året efter venia och började leda gudstjänster. Efter att med tiden ha läst in sina poäng tog han 1999 prästexamen och vigdes år 2000 till präst. Åbom fick dispens från tjänstgöringen som pastorsadjunkt och kunde därmed ta tillfälliga, men inte ordinarie, tjänster som präst i Svenska kyrkan. Han fortsatte dock arbeta inom landstinget Jönköping och tog 2002 tjänsten som smittskyddsläkare, vilket han fortsatte som fram till pensionen. Han var därmed smittskyddsläkare i samband med den epidemiska spridningen av meningokockorsakad hjärnhinneinflammation 2005 och även under svininfluensan 2009.
Efter pensionen har han fortsatt varit aktiv som ledare av gudstjänster och föreläsare inom ämnesområdet medicinsk historia, samt som författare. 

## Författarskap
Åbom författade under sitt yrkesliv ett par böcker om infektionssjukdomar. Efter pensionen har han dels författat den medicinhistoriska faktaboken Farsoter och epidemier samt den teologiska boken Jeremia: den gråtande profeten.
Farsoter och epidemier recenserades bland annat i Dagens Nyheter där texten beskrevs som "..förtjusande [torr].." och "..en vindlande och lärd bok." Den recenserades även i Svenska Dagbladet som konstaterade att den gör sig bäst i mindre doser i taget.